# Gani
Gani is een dorp in het district North-West in Botswana. De plaats telt 727 inwoners (2011).